# LMI Lisp Machine
LMI Lisp Machine (littéralement « La machine Lisp de LMI » est la première machine Lisp de la société LMI. Elle est distribuée à l'identique en 1980, à partir de la machine Lisp du MIT.
C'est essentiellement la même version que la machine Lisp de Symbolics.